# Lyman Strong Spitzer mlajši
Lyman Strong Spitzer mlajši, ameriški fizik in astronom, * 26. junij 1914, Toledo, Ohio, ZDA, † 31. marec 1997, Princeton, New Jersey, ZDA.
Spitzer je doktoriral leta 1939 na Univerzi Princeton pod Russllovim mentorstvom.
Po njem se imenuje Spitzerjev vesoljski daljnogled (SST) in asteroid 2160 Spitzer. Izumil je stelarator, napravo za zadrževanje vroče plazme.